# Voljavče
Voljavče (izvirno srbsko Вољавче) je naselje v Srbiji, ki upravno spada pod Mesto Jagodina; slednja pa je del Pomoravskega upravnega okraja.

## Demografija
V naselju živi 1425 polnoletnih prebivalcev, pri čemer je njihova povprečna starost 36,6 let (35,7 pri moških in 37,4 pri ženskah). Naselje ima 552 gospodinjstev, pri čemer je povprečno število članov na gospodinjstvo 3,28.
To naselje je, glede na rezultate popisa iz leta 2002, večinoma srbsko.
|  |

| Demografija | Demografija     | Demografija     |
| Leto        | Št. prebivalcev | Št. prebivalcev |
| ----------- | --------------- | --------------- |
|             |                 |                 |
|             |                 |                 |
|             |                 |                 |
|             |                 |                 |
| 1948        | 652             |                 |
| 1953        | 690             |                 |
| 1961        | 697             |                 |
| 1971        | 698             |                 |
| 1981        | 806             |                 |
| 1991        | 919             | 895             |
| 2002        | 1921            | 1813            |
|             |                 |                 |

| Etnična sestava po popisu iz leta 2002 | Etnična sestava po popisu iz leta 2002 | Etnična sestava po popisu iz leta 2002 | Etnična sestava po popisu iz leta 2002 | Etnična sestava po popisu iz leta 2002 |
| -------------------------------------- | -------------------------------------- | -------------------------------------- | -------------------------------------- | -------------------------------------- |
| Srbi                                   | Srbi                                   |                                        | 1.776                                  | 97,95%                                 |
| Črnogorci                              | Črnogorci                              |                                        | 6                                      | 0,33%                                  |
| Albanci                                | Albanci                                |                                        | 4                                      | 0,22%                                  |
| Makedonci                              | Makedonci                              |                                        | 3                                      | 0,16%                                  |
| Ukrajinci                              | Ukrajinci                              |                                        | 2                                      | 0,11%                                  |
| Romi                                   | Romi                                   |                                        | 2                                      | 0,11%                                  |
| Čehi                                   | Čehi                                   |                                        | 1                                      | 0,05%                                  |
| Neznano                                | Neznano                                |                                        | 8                                      | 0,44%                                  |